# Unión Deportiva Porreras
La Unión Deportiva Porreras, en catalán Unió Esportiva Porreres,  es un club de fútbol español de la localidad de Porreras, en la isla de Mallorca (Baleares). Desde la temporada 2025-26 jugará en la Segunda Federación.

## Historia
El equipo fue fundado el 1 de agosto de 1923 bajo el nombre Porreras Football Club, en 1934 cambió su nombre a Unión Sportiva Porreras. Después de un periodo de inactividad en 1942 el equipo obtuvo su denominación actual por primera ocasión, en 1954 el Porreras logró ascender a la Tercera División de España por primera ocasión.
Durante la década de 1960 el equipo tuvo otro periodo de inactividad, para volver a competir en 1966 bajo el nombre Club Deportivo Felipense, posteriormente el Porreres tuvo otros nombres como Club Deportivo Porreras (1969–1970, 1971–1973) y Club de Fútbol Porreras (1970–1971), finalmente en 1973 se volvió a recuperar la denominación de Unión Deportiva Porreras. En 1979 el equipo consiguió otro ascenso a Tercera División, categoría en la que se mantuvo hasta 1985, año en el que la UD Porreras fue disuelta por problemas de gestión y deudas.
En 1989 se recuperó una escuadra de fútbol en Porreras con el nombre Porreres Atlètic, el cual se mantuvo en categorías regionales del fútbol balear, en 1990 retomó el nombre tradicional del club con un pequeño matiz, ya que se llamó Unión Deportiva Porreres, esta escuadra se mantuvo en competición hasta 1999. Posteriormente el equipo volvió a aparecer y desaparecer con cierta frecuencia, hasta iniciar una nueva etapa en 2015.
Entre 2015 y 2019 el Porreras hiló cuatro ascensos consecutivos, comenzando su andadura en Tercera Regional de Mallorca y alcanzando la Regional Preferente de Mallorca para la temporada 2019-20.
Tras cinco años en Regional Preferente en mayo de 2024 el equipo volvió a entrar en competición nacional tras ascender a Tercera Federación luego de derrotar a la Unión Deportiva Rotlet-Molinar en la fase de ascenso.
En su temporada de retorno a categoría nacional el Porreras finalizó en la cuarta posición del Grupo XI, accediendo a la promoción de ascenso a Segunda Federación. En la semifinal grupal el Porreras eliminó a la Sociedad Deportiva Formentera con un marcador global de 3-0. En la final autonómica el equipo rojiazul empató a un gol en el global con la Societat Esportiva Penya Independent, avanzando a la fase nacional por su mejor desempeño en la temporada regular. En la fase nacional la UD Porreras fue emparejada con el Club Atlético Monzón. Tras perder 0-1 en la ida celebrada en Mallorca, el Porreras igualó la eliminatoria en suelo aragonés, forzando el alargue y los penales, la serie desde los once pasos fue ganada por el equipo balear con un resultado de 4-5, por lo que el 22 de junio de 2025 la Unión Deportiva Porreras consiguió su ascenso a la cuarta categoría nacional, la Segunda Federación, división en la que debutará en la temporada 2025-26.

## Estadio
La Unión Deportiva Porreras disputa sus partidos como local en el Camp Municipal de Futbol de Ses Forques, el cual dispone de una capacidad para albergar a 1000 espectadores.

## Temporadas
| Temporada | División | Puesto | Copa del Rey |
| --------- | -------- | ------ | ------------ |
| 1929–1935 | Regional | —      |              |
| 1935–36   | 2ª Reg.  | 4º     |              |
| 1936–1942 | ND       | ND     | ND           |
| 1942–43   | 2ª Reg.  | 4º     |              |
| 1943–44   | 2ª Reg.  | 3º     |              |
| 1944–45   | 1ª Reg.  | 8º     |              |
| 1945–46   | 3ª Reg.  |        |              |
| 1946–47   | 3ª Reg.  | 3º     |              |
| 1947–48   | 3ª Reg.  | 7º     |              |
| 1948–49   | 3ª Reg.  | 6º     |              |
| 1949–50   | 3ª Reg.  |        |              |
| 1950–51   | 3ª Reg.  |        |              |
| 1951–52   | 1ª Reg.  | 2º     |              |
| 1952–53   | 1ª Reg.  | 2º     |              |
| 1953–54   | 1ª Reg.  | 4º     |              |
| 1954–55   | 3ª       | 7º     |              |
| 1955–56   | 3ª       | 10º    |              |
| 1956–57   | 3ª       | 17º    |              |
| 1957–58   | 3ª       | 7º     |              |
| 1958–59   | 3ª       | 14º    |              |

| Temporada | División   | Puesto | Copa del Rey  |
| --------- | ---------- | ------ | ------------- |
| 1959–60   | 1ª Reg.    | 4º     |               |
| 1960–61   | 1ª Reg.    | 6º     |               |
| 1961–62   | 1ª Reg.    | 3º     |               |
| 1962–63   | ND         | ND     | ND            |
| 1963–64   | 2ª Reg.    | 5º     |               |
| 1964–65   | 2ª Reg.    |        |               |
| 1965–66   | ND         | ND     | ND            |
| 1966–67   | 1ª Reg.    | 13º    |               |
| 1967–68   | 2ª Reg.    | 2º     |               |
| 1968–69   | 2ª Reg.    | 2º     |               |
| 1969–70   | 2ª Reg.    | 14º    |               |
| 1970–71   | 1ª Reg.    | 15º    |               |
| 1971–72   | 2ª Reg.    | 8º     |               |
| 1972–73   | 2ª Reg.    | 1º     |               |
| 1973–74   | 1ª Reg.    | 1º     |               |
| 1974–75   | Reg. Pref. | 5º     |               |
| 1975–76   | Reg. Pref. | 7º     |               |
| 1976–77   | Reg. Pref. | 2º     |               |
| 1977–78   | 3ª         | 19º    | Primera ronda |
| 1978–79   | Reg. Pref. | 8º     |               |

| Temporada | División | Puesto | Copa del Rey  |
| --------- | -------- | ------ | ------------- |
| 1979–80   | 3ª       | 17º    | Primera ronda |
| 1980–81   | 3ª       | 10º    |               |
| 1981–82   | 3ª       | 5º     |               |
| 1982–83   | 3ª       | 4º     | Primera ronda |
| 1983–84   | 3ª       | 10º    | Primera ronda |
| 1984–85   | 3ª       | 17º    |               |
| 1985–1989 | ND       | ND     | ND            |
| 1989–90   | 3ª Reg.  | 2º     |               |
| 1990–91   | 2ª Reg.  | 11º    |               |
| 1991–92   | 2ª Reg.  | 9º     |               |
| 1992–93   | 2ª Reg.  | 1º     |               |
| 1993–94   | 1ª Reg.  | 15º    |               |
| 1994–95   | 1ª Reg.  | 18º    |               |
| 1995–96   | 2ª Reg.  | 4º     |               |
| 1996–97   | 2ª Reg.  | 2º     |               |
| 1997–98   | 1ª Reg.  | 4º     |               |
| 1998–99   | 1ª Reg.  | 16º    |               |
| 1999–2000 | ND       | ND     | ND            |
| 2000–01   | 3ª Reg.  | 5º     |               |
| 2001–02   | 3ª Reg.  | 10º    |               |
| 2002–03   | ND       | ND     | ND            |

| Temporada | División   | Puesto | Copa del Rey |
| --------- | ---------- | ------ | ------------ |
| 2003–04   | 3ª Reg.    | 5º     |              |
| 2004–05   | 3ª Reg.    | 7º     |              |
| 2005–06   | 3ª Reg.    | 9º     |              |
| 2006–07   | 3ª Reg.    | 6º     |              |
| 2007–08   | 3ª Reg.    | 10º    |              |
| 2008–09   | 3ª Reg.    | 1º     |              |
| 2009–10   | 2ª Reg.    | 7º     |              |
| 2010–11   | 2ª Reg.    | 12º    |              |
| 2011–2015 | ND         | ND     | ND           |
| 2015–16   | 3ª Reg.    | 1º     |              |
| 2016–17   | 2ª Reg.    | 8º     |              |
| 2017–18   | 2ª Reg.    | 1º     |              |
| 2018–19   | 1ª Reg.    | 1º     |              |
| 2019–20   | Reg. Pref. | 7º     |              |
| 2020–21   | Reg. Pref. | 6º     |              |
| 2021–22   | Reg. Pref. | 3º     |              |
| 2022–23   | Reg. Pref. | 7º     |              |
| 2023–24   | Reg. Pref. | 1º     |              |
| 2024–25   | 3ª Fed.    | 4º     |              |

- 12 temporadas en Tercera División
- 1 temporada en Tercera Federación